# Negativicutes
Classe
Les Negativicutes forment une classe de bactéries gram négatives comprenant des espèces comme Selenomonas sputigena impliquées dans les parodontites.

## Historique
La classe Negativicutes a été créée en 2010 en même temps que l'espèce Negativicoccus succinicivorans et son genre Negativicoccus, l'ordre des Selenomonadales, et la famille Acidaminococcaceae.

## Description
Les bactéries de cet ordre sont formées de cellules à paroi typiques des bactéries à gram-négatif.

## Taxonomie
Le nom correct complet (avec auteur) de ce taxon est Negativicutes Marchandin et al. 2010.
Negativicutes a pour synonymes :
- Selenobacteria Cavalier-Smith 2006
- Selenomonadia Cavalier-Smith 2020

### Étymologie
L'étymologie de cette classe Negativicutes est la suivante : L. masc. adj. negativus, négatif; L. fem. n. cutis, peau; L. fem. pl. n. cutes, peaux; N.L. fem. pl. n. Negativicutes, division avec des cellules formées par une peau contenant deux bicouches lipidiques concentriques, la membrane cytoplasmique et une mmebrane externe, indiquant des cellules avec paroi cellulaire de type Gram-negatif type dans le phylum des Firmicutes, et non dérivé d'un nom de genre.

### Liste des ordres
Selon LPSN (15 juin 2023), cette classe comprend les trois ordres suivants :
- Acidaminococcales Campbell et al. 2015
- Selenomonadales Marchandin et al. 2010
- Veillonellales Campbell et al. 2015